# Piletocera latalis
Piletocera latalis là một loài bướm đêm trong họ Crambidae.